# Batman: Anno 100
Batman: Anno 100 (Batman: Year 100) è una miniserie a fumetti di quattro numeri, scritta e disegnata da Paul Pope e colorata da José Villarrubia; slegato dalla continuity narrativa del Cavaliere Oscuro e ambientato in una Gotham dove la privacy è solo un lontano ricordo. L'anno è il 2039: infatti, Pope, ha preso come riferimento il 1939 (anno della creazione di Batman) e ha fatto un salto temporale di cento anni.

## Trama
2039. Gotham City è uno stato di polizia nel quale i cittadini sono privi di privacy e tutti conoscono tutti, con una sola anomalia: Batman. L'Uomo Pipistrello è ricercato per l'omicidio di un agente federale e, per arrestarlo, gli viene sguinzagliato contro un contingente dei migliori uomini da Washington, tra i quali l'agente Tibble e il telepate Mercer coadiuvati per un certo lasso di tempo da Jim Gordon, nipote del famoso commissario Gordon. Batman, con l'aiuto di Oracolo e Robin dovrà scrollarsi di dosso l'accusa di omicidio e scoprire il vero colpevole.

## Personaggi
- Batman: è l'ultracentenario vigilante gothamita che ritorna dopo essersi ritirato. In questa miniserie, Batman è più selvaggio del solito e, per assomigliare maggiormente ad un pipistrello, a volte utilizza dei denti finti di ceramica, simili a quelli di un vampiro.
- James "Jim" Gordon: il nipote del famoso commissario di polizia di Gotham di molti anni prima. Ex carceriere del Manicomio Arkham collabora con Batman, dopo averlo inizialmente contrastato per volere di Tibble.
- Agente Tibble: è l'agente speciale contattato dal Signor Gotham, il capo della polizia di Gotham City, che ha il compito di arrestare Batman.
- Agente Mercer: anche lui è inviato contro Batman dal Signor Gotham e ha il compito di arrestare il vigilante aiutandosi coi suoi poteri telepatici.
- Oracolo/Tora Goss: la Barbara Gordon del futuro, Tora informa Batman su tutto ciò che il supereroe vuole sapere.
- Dottoressa Goss: al servizio della polizia, è la madre di Tora e anche lei è a conoscenza dell'esistenza di Batman (così come Tora e Robin, prima che tutti gli altri scoprano l'esistenza del vigilante).
- Robin: altro aiutante di Batman, a differenza del classico Ragazzo Meraviglia, non indossa un costume e non partecipa all'azione con il vigilante. Si limita a preparare delle trappole per gli avversari di Batman e dei congegni per confondere gli avversari. È un abile meccanico.

## Edizioni italiane
- Batman: Anno 100, Panini comics, 2021, ISBN 9788828733881.

## Premi
Batman: Anno 100 ha ottenuto due Eisner Award nel 2007, uno come miglior serie limitata e uno a Paul Pope come miglior scrittore e disegnatore.